# Santi Antonio di Padova e Annibale Maria

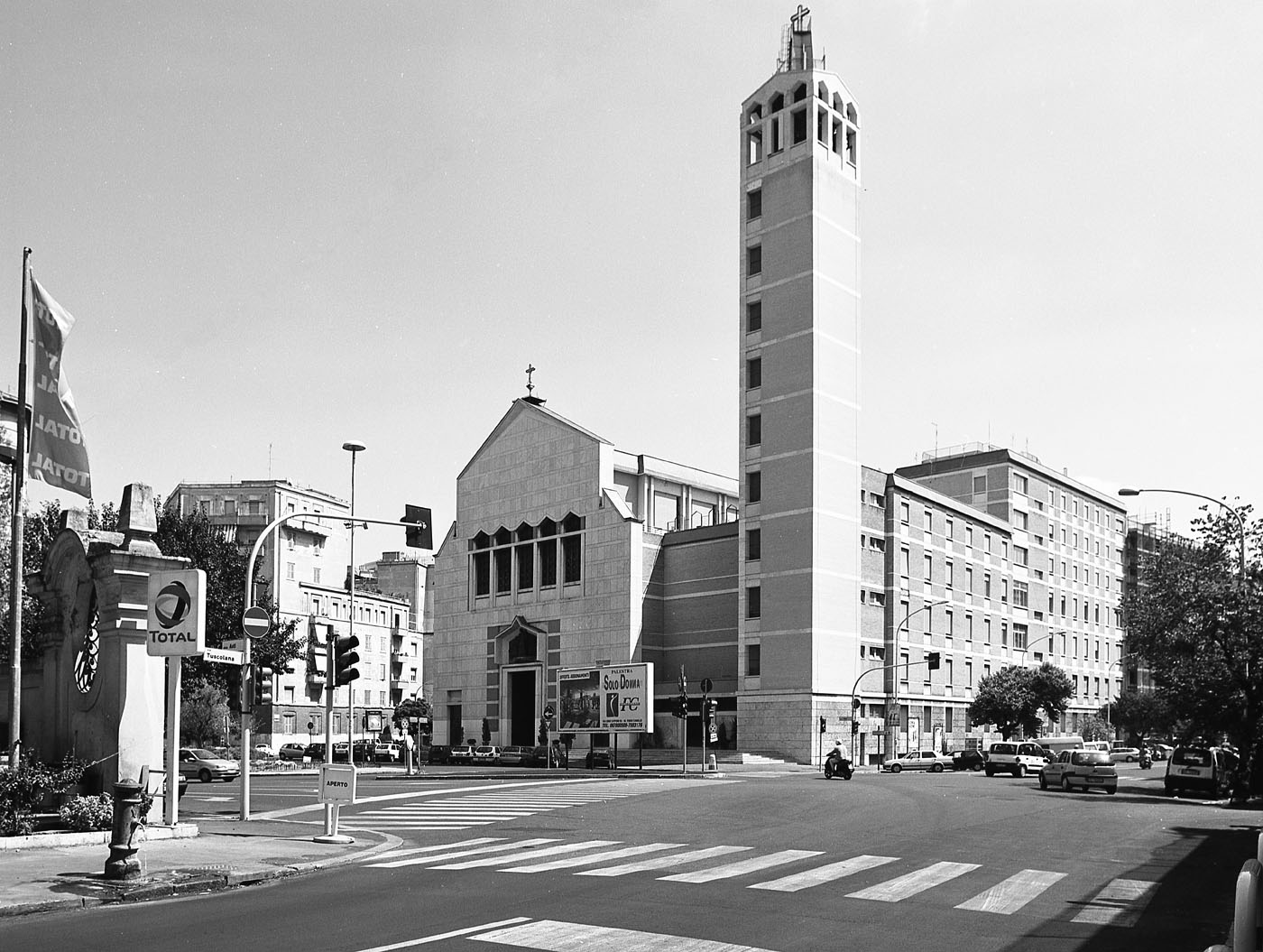
Vista da igreja na Piazza Asti.

Santi Antonio di Padova e Annibale Maria é uma igreja titular de Roma localizada na Piazza Asti, no quartiere Tuscolano. É dedicada a Santo Antônio e a Santo Aníbal Maria di Francia. O cardeal-presbítero do título cardinalício de Santo Antônio de Pádua na Via Tuscolana é Jean Zerbo, arcebispo de Bamako, no Mali.

## História
Esta igreja foi construída com base num projeto do arquiteto Costantino Forleo pelo engenheiro Raffaele Bocconi entre 1947 e 1948; foi depois consagrada pelo cardeal Luigi Traglia em 27 de maio de 1965. Duas lápides no interior recordam as visitas dos papas Paulo VI em 1974 e São João Paulo II em 1979.
Ela é sede de uma paróquia instituída em 1956 e entregue aos padres rogacionistas, proprietários do edifício e cujo fundador, Aníbal Maria Di Francia, é um dos co-titulares da igreja. Além disso, ela é, desde 1973, sede do título cardinalício de Santo Antônio de Pádua na Via Tuscolana.

## Descrição

### Exterior
O exterior da igreja é notável por sua fachada, de cobertura saliente e com duas alas laterais pouco pronunciados. Ela é revestida com uma parede em alvenaria constituída de blocos retangulares de travertino dispostos sobre muitas faixas horizontais. No centro da parte inferior se abrem três portais; o do meio, maior em relação aos dois laterais, é encimado por um pequeno pórtico avançado suspenso que abriga um conjunto de esculturas em bronze com "Santo Antônio de Pádua com o Menino Jesus" no centro. Sobre os dois portais laterais estão dois mosaicos realizados por Marko Ivan Rupnik: "Santo Antônio de Pádua" (esquerda) e "Santo Aníbal Maria Di Francia" (direita). Na parte superior da fachada se abrem cinco grandes monóforas que permitem a entrada de luz natural no interior.
À direita da igreja está o complexo paroquial. Na esquina da Piazza Asti com a Via Tuscolana se eleva o campanário, com 47 metros de altura divididos em 10 pisos e mais a câmara onde ficam os sinos; no topo, ao invés da cúspide planejada, foi construído um pedestal sobre o qual repousa uma cruz de ferro.
Numa pequena praça em frente à igreja está, desde 2006, uma estátua em bronze de Santo Aníbal que aparece sentado e recebendo crianças. 

### Interior
O interior da igreja se apresenta em três nave altas com capelas laterais; as naves laterais são encimadas por matroneus que se ligam na contrafachada através de uma cantoria. Curiosamente, a igreja não conta com uma abside.
O último vão da nave central é mais longo em relação aos outros e abriga um presbitério, remodelado em 2009. Neste mesmo ano foram instalados três novos elementos em mármore colorido: o ambão à esquerda, o altar-mor no centro e a sé presidencial à direita. No centro, em posição recuada, está o antigo altar-mor, que inclui um sacrário em alabastro e o cibório, este com uma notável cobertura tetraédrica em bronze apoiada sobre três robustas pilastras em mármore verde. A parede do fundo está inteiramente revestida por um mosaico realizado na década de 1980 do século XX com o tema "Dá-lhes de Comer": no centro, Jesus fornece nutrição material e espiritual para a humanidade a Santo Antônio (direita) e Santo Aníbal (esquerda); abaixo estão os apóstolos.
No matroneu à esquerda do presbitério está um órgão de tubos construído em 1972 pela fabricante de órgãos Rosario Chichi.